# Baiyin
Baiyin is een stadsprefectuur in de provincie Gansu in het noorden van China. De stad heeft zo'n 380.000 inwoners (1990). Door Baiyin loopt de nationale weg G109.
De gevangenis van Baiyin ligt in het dorp Zhongbao in het arrondissement Jingyuan.

## Bestuurlijke indeling
Baiyin bestaat uit twee stadsdistricten, drie arrondissementen, 64 gemeenten (xiāng), 18 grote gemeenten en zeven subdistricten met een totale bevolking van 1.746.800.
Stadsdistricten:
- Baijin
- Pingchuan

Arrondissementen:
- Huining
- Jingyuan
- Jingtai